# Вілька Полкинська
Ві́лька Полки́нська (пол. Wólka Pełkińska) — село у Польщі, у гміні Ярослав Ярославського повіту Підкарпатського воєводства. Знаходиться на відстані 9 км на північний-захід від Ярослава. Населення — 1465 осіб (2011).

## Історія
Після анексії в 1434 р. Галичини поляками лівобережне Надсяння півтисячоліття піддавалось інтенсивній латинізації та полонізації.
У 1842 р. в селі було 153 греко-католики.
Відповідно до «Географічного словника Королівства Польського» село знаходилося в родючій місцевості на березі Сяну. Поруч знаходились кілька сіл, заселених до 1946 року українцями: Вербна, Полкіни та інші.
В селі Полкіни була українська греко-католицька парафія, до якої також належали села Вілька Полкинська та Вербна, всього було 1078 прихожан (кінець XIX ст.)..
На 01.01.1939 в селі проживало 1240 мешканців, з них 140 українців, 1080 поляків, 20 євреїв. Село належало до ґміни Павлосюв Ярославського повіту Львівського воєводства. Під час німецької окупації знищено євреїв. Також в селі був концтабір для полонених бійців Червоної армії, яких загинуло понад 6,5 тисяч.
Після війни Польщею проведено етноцид українців. У 1945—1946 роках з села було переселені всі українські сім'ї. Переселенці опинилися в населених пунктах Тернопільської, Дрогобицької і Станіславської області. Лише 1945 року в селі було створено римо-католицьку парафію.
У 1975—1998 роках село належало до Перемишльського воєводства.

## Демографія
Демографічна структура станом на 31 березня 2011 року:
|          | Загалом | Допрацездатний вік | Працездатний вік | Постпрацездатний вік |
| -------- | ------- | ------------------ | ---------------- | -------------------- |
| Чоловіки | 721     | 192                | 466              | 63                   |
| Жінки    | 744     | 178                | 432              | 134                  |
| Разом    | 1465    | 370                | 898              | 197                  |